# ناحیه اداری
ناحیه اداری (به عربی:الناحیة الاداریة) در تقسیمات کشوری یک واحد اداری و مالی مستقل از آنچه در اطرافش وجود دارد محسوب می‌شود و از تعدادی زیربخش‌های کوچکتر تشکیل می‌شود.

## مصر
طبق سیستم تقسیمات کشوری مصر این کشور تقسیم به استان سپس مرکز و ناحیه می‌شود.

## عراق
در عراق کشور به استان و سپس مرکز و قضا و ناحیه تقسیم می‌شود.

## سوریه
در سوریه کشور به ترتیب هرم اهمیت به استان به شهرستان و سپس به ناحیه تقسیم می‌شود.